# (19539) Anaverdu
Anaverdu (asteroide n.º 19539) es un asteroide del cinturón principal, a 1,9050037 UA. Posee una excentricidad de 0,1815097 y un período orbital de 1 296,92 días (3,55 años).
Anaverdu tiene una velocidad orbital media de 19,52322747 km/s y una inclinación orbital de 6,85074º.
Este asteroide fue descubierto el 14 de mayo de 1999 desde el Observatorio de La Ametlla de Mar en Tarragona, España.